# 当德兰-格拉夫方法
当德兰-格拉夫方法（英語：Graeffe’s method）是求多項式根的數值方法之一，由幾位18世紀數學家Karl Heinrich Gräffe、Germinal Pierre Dandelin和羅巴切夫斯基分別獨立提出。
設欲解的方程為{\displaystyle p(x)=(x-x_{1})(x-x_{2})...(x-x_{n})}
{\displaystyle p(-x)=(-1)^{n}(x+x_{1})(x+x_{2})...(x+x_{n})}
{\displaystyle p_{2}(x^{2})=p(x)p(-x)=(-1)^{n}(x^{2}-x_{1}^{2})(x^{2}-x_{2}^{2})...(x^{2}-x_{n}^{2})}
重複類似的步驟{\displaystyle k}次，可得以{\displaystyle x_{1}^{2^{k}},x_{2}^{2^{k}}...\,\!}為根的方程{\displaystyle q}，設{\displaystyle y=x^{2^{k}}\,\!}。
{\displaystyle q(y)=y^{n}+a_{1}y^{n-1}+...+a_{n}}
根據韋達定理：
{\displaystyle a_{1}=-(y_{1}+y_{2}+...+y_{n})}
{\displaystyle a_{2}=y_{1}y_{2}+y_{1}y_{3}+...+y_{n-1}y_{n}}
...
若經過多次自乘後，這些根相差得足夠大，使得：
{\displaystyle a_{1}\approx -y_{1}}
{\displaystyle a_{2}\approx y_{1}y_{2}}
...
對每個{\displaystyle y_{i}}求{\displaystyle 2^{k}}次根便可求得{\displaystyle p(x)}的根。
這個方法有缺點包括：
- 經過數次的步驟，雙倍精確數目可能也不足以儲存要用到的數值，誤差頗大。
- 如果有複數根或重根就更繁複。

## 外部連結
- Tangent Graeffe Iteration